# Nella Fantasia
Nella Fantasia ("En mi fantasía") es una canción cantada en italiano basado en el tema "Gabriel's Oboe" de la película La misión (1986). Con la música por el famoso compositor Ennio Morricone y letra de Chiara Ferrau, "Nella Fantasia" es muy popular entre los cantantes clásicos, y fue lanzada originalmente en 1998 por Sarah Brightman. Otros artistas han interpretado la canción también.

## Origen
"Nella Fantasia" apareció por primera vez en el álbum de Sarah Brightman Eden (1998). Un video musical de la canción fue lanzado en  "Diva - La colección de DVD de vídeo" de Brightman en 2006 y la canción vendió 2 millones de copias digitales en Corea del Sur. En la grabación del vídeo de marzo de 1999 en su concierto "One Night in Eden", en la introducción de la canción dice:

Mi siguiente canción fue originalmente un tema instrumental escrito por el compositor Ennio Morricone, el de la película La misión. Hace unos tres años escribí al señor Morricone, y pregunté si me daba permiso para convertir esta pieza en particular en una canción. Él se negó rotundamente. Así que cada dos meses, enviaba otra carta pidiéndole el permiso, hasta creo que llegó a hartarse de mí que él finalmente cedió. Y estoy muy contenta de que él lo hizo, porque creo que funciona de maravilla como una canción.

## Líricas
| Nella fantasia io vedo un mondo giusto, Lì tutti vivono in pace e in onestà. Io sogno d'anime che sono sempre libere, Come le nuvole che volano, Pien' d'umanità in fondo all'anima. | En mi fantasía veo un mundo justo Donde todos viven en paz y honestidad Sueño con almas que siempre son libres Como nubes que se elevan Lleno de humanidad en las profundidades del alma.          |
| Nella fantasia io vedo un mondo chiaro Lì anche la notte è meno oscura. Io sogno d'anime che sono sempre libere, Come le nuvole che volano.                                          | En mi fantasía veo un mundo brillante Donde incluso la noche hay menos oscuridad Sueño con almas que siempre son libres Como nubes que se elevan.                                                  |
| Nella fantasia esiste un vento caldo, Che soffia sulle città, come amico. Io sogno d'anime che sono sempre libere, Come le nuvole che volano, Pien' d'umanità in fondo all'anima.    | En mi fantasía existe un viento caliente Que respira en la ciudad, como un amigo Sueño con almas que siempre son libres Como nubes que se elevan Lleno de humanidad en las profundidades del alma. |

## Versiones

### Versión de Il Divo
El cuarteto musical Il Divo compuesto por cuatro cantantes masculinos: el suizo Urs Bühler, el español Carlos Marín,  el estadounidense David Miller y el francés Sébastien Izambard, versionaron a cuatro voces melódicas el tema, incluido en su álbum homónimo, Il Divo, de 2004.
También la ha editado la cantante Chloë Agnew, componente del grupo Celtic Woman.